# سیریل و متودی مقدس
سیریل (زاده قسطنطنیه، ۸۲۶–۸۶۹) و متودی (۸۱۵–۸۸۵) دو برادر الهی‌دان و مبلغ مسیحی بودند. به دلیل فعالیت‌هایی که در زمینه مسیحی‌سازی اسلاوها انجام داده بودند، «رسولان اسلاوها» نامیده شدند.
آنان طراح الفبای گلاگولیتی بودند که نخستین الفبای به کار رفته برای رونویسی زبان اسلاوی کلیسایی باستان بود. شاگردان آنها پس از مرگشان کار تبلیغی آنها را ادامه دادند. دو برادر در کلیسای ارتدکس شرقی با عنوان قدیس ستایش می‌شوند. پاپ لئون سیزدهم در سال ۱۸۸۰ روز جشن آنان را به تقویم کلیسای کاتولیک افزود. در سال ۱۹۸۰ پاپ ژان پل دوم آنان را به همراه بندیکت نرسیا قدیسان حامی اروپا اعلام کرد.

## آغاز زندگی

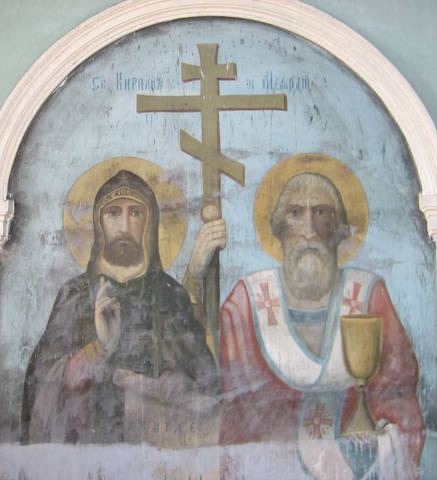
تصویری از سیریل و متودی مقدس در کیلسای کاجا

دو برادر در سالونیک (یونان کنونی) زاده شدند. سیریل (زاده حدود ۸۲۷ تا ۸۲۸) برادر کوچکتر بود که در زمان تولد، کنستانتین نام داشت؛ ولی اندکی پیش از مرگ، هنگام رسیدن به مقام راهبی در رم نام سیریل به او اعطا شد. متودی (زاده حدود ۸۱۵ تا ۸۲۰) در زمان تولد، میکائیل نام گرفت و نام متودی پس از رسیدن به مقام راهبی در میسیا به او داده شد.
قومیت دقیق دو برادر نامشخص است. بحث‌هایی پیرامون اسلاو یا یونانی بیزانسی بودن آنها وجود دارد. پدر آنها در چهارده سالگی سیریل درگذشت و وزیر قدرتمندی به نام تئوکتیستوس مراقبت از آنها را به عهده گرفت. سیریل در دانشگاهی که مسئولیت آن به عهده تئوکتیستوس و بارداس بود، درس خواند و مدتی نیز کشیش بود. برادرش متودی تا سال ۸۶۷ یا ۸۶۸ شماس بود.

### مأموریت در خزر
میخائیل سوم (امپراتور بیزانس) و فوتیوس اول (اسقف اعظم قسطنطنیه) در حدود سال ۸۶۰ سیریل را برای سفری تبلیغی به سوی خزرها اعزام کردند. آنان تقاضا کرده بودند دانشمندی برای بحث با یهودیان و مسلمانان برایشان فرستاده شود. ادعا شده است که متودی نیز او را در این سفر همراهی کرده‌است؛ ولی ممکن است این مطلب بعدها افزوده شده‌باشد.

## مأموریت به سوی اسلاوها

### موراویای بزرگ

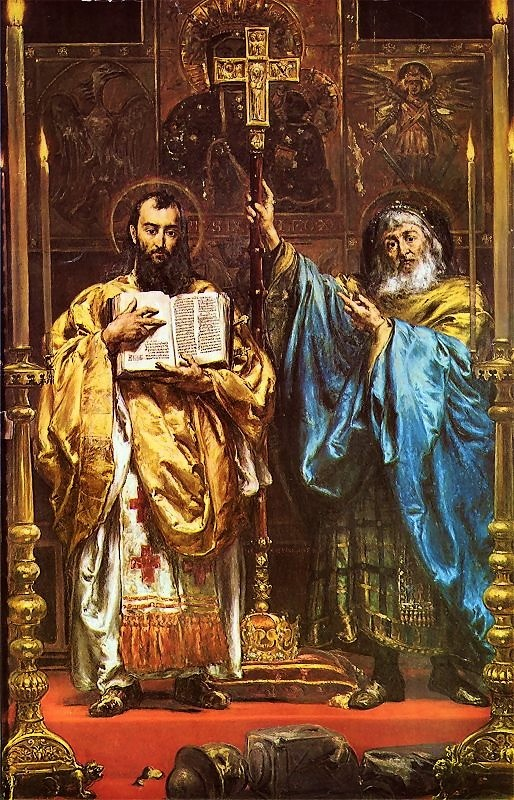
سیریل و متودی، اثر یان ماتیکو، ۱۸۸۵

کاری که باعث شهرت تاریخی دو برادر بود، در سال ۸۶۲ آغاز شد. در آن سال شاهزادهٔ موراویای بزرگ با نام روستیسلاو از امپراتور میخائیل سوم و اسقف اعظم فوتیوس درخواست کرد مبلغانی برای تبشیر رعایای اسلاوش بفرستند. به نظر می‌رسد این اقدام او بیشتر جنبه سیاسی داشته است تا مذهبی. روستیسلاو با حمایت لویی ژرمن (حاکم فرانک‌ها) به تخت نشست؛ ولی پس از آن به دنبال استقلال یافتن از فرانک‌ها رفت. سیریل و متودی نخستین کسانی نبودند که مسیحیت را به موراویا بردند و نامهٔ روستیسلاو به میخائیل سوم به وضوح بیان می‌کند که مردم روستیسلاو «شرک را رد کرده‌اند و پیرو قانون مسیحیت هستند.» گفته شده است که روستیسلاو مبلغان کلیسای کاتولیک را اخراج کرده است و به دنبال کمک کلیسای قسطنطنیه و شاید نوعی حمایت سیاسی بوده است. امپراتور به سرعت سیریل و برادرش متودی را برای فرستادن انتخاب کرد. این درخواست فرصتی مناسب برای گسترش تأثیر بیزانس بود. دو برادر در سال ۸۶۳ ترجمه کتاب مقدس به زبانی که اکنون اسلاوی کلیسایی باستان خوانده می‌شود را آغاز کردند و برای تبلیغ آن به موراویای بزرگ سفر کردند. آنان موفقیت زیادی در این هدف به دست آوردند. هرچند به دلیل مخالفت کلیساهای آلمان با ایجاد رسوم اسلاوی خاص با آنان دچار کشمکش شدند.
آنان برای نیل به این هدف الفبای گلاگولیتی را اختراع کردند که نخستین الفبای مورد استفاده برای نوشتن متون اسلاوی بود. الفبای گلاگولیتی با نیازهای ویژهٔ زبان اسلاوی تطابق داشت. الفبای سیریلیک که جانشین آن شد، هنوز در بسیاری از زبان‌ها به کار می‌رود.
دو برادر نخستین قانون مدنی اسلاوی را نوشتند. این قانون در موراویای بزرگ به کار گرفته شد. زبان مشتق شده از اسلاوی کلیسایی باستان که اسلاوی کلیسایی نامیده می‌شود، هنوز در برخی کلیساهای ارتدکس شرقی و چند کلیسای کاتولیک شرقی استفاده می‌شود.

### سفر به رم
از آنجایی که دو برادر به جای زبان لاتین یا یونانی از زبان بومی مردم اسلاو استفاده کرده بودند، مأموریتشان موفقیت بزرگی به همراه داشت. دو برادر در موراویای بزرگ با مبلغانی از فرانک خاوری برخورد کردند. آنان نمایندهٔ امپراتوری کارولنژی بودند و هدفشان یکسان‌سازی فرهنگی و زبانی بود. آنان بر استفاده از متون لاتین اصرار می‌ورزیدند و می‌خواستند موراویا و مردم اسلاو بخشی از میدان تبلیغ آنان باشند.
دو برادر که تمایل نداشتند این برخورد باعث شکاف میان مسیحیان شود، تصمیم گرفتند به رم سفر کنند و با پاپ ملاقات کنند تا راه حلی برای جلوگیری از درگیری میان مبلغان آن منطقه بیابد. پاپ نیکلاس یکم در سال ۸۶۷ دو برادر را به رم دعوت کرد. در این زمان، مسیحی‌سازی موراویا عامل اصلی اختلاف با اسقف اعظم زالتسبورگ و اسقف پاسو بود. آنان ادعای تسلط کلیسای خود بر این منطقه را داشتند و تمایل داشتند در آن تنها از متون لاتین استفاده شود.
دو برادر در سال ۸۶۸ به رم رسیدند و به گرمی مورد استقبال قرار گرفتند. دلیل اصلی آن به همراه داشتن یادگارهای کلمنت مقدس و نیز رقابت با قسطنطنیه دربارهٔ قلمرو اسلاوها بود که باعث تمایل رم به ارزشمند دانستن دو برادر و تأثیر آنها می‌شد.
پاپ جدید، آدریان دوم، عنوان اسقف اعظم سیرمیوم را به متودی داد و در سال ۸۶۹ او را با صلاحیت قضایی و اجازهٔ استفاده از متون اسلاوی به موراویا و پانونیا فرستاد. پاپ مقام کشیشی را به متودی داد و پنج شاگرد اسلاو او مقام کشیشی و شماسی را از دو اسقف برجسته با نام‌های فورموزوس و گودریک دریافت کردند. سیریل، متودی و این پنج شاگرد جمعاً «هفت قدیس» نامیده می‌شوند. سیریل که مرگ خود را نزدیک می‌دید به گروه راهبان بازیلی پیوست و پنجاه روز بعد (در ۱۴ فوریهٔ ۸۶۹) در رم درگذشت.

### متودی تنها
پس از مرگ سیریل، متودی به تنهایی به مأموریت خود در میان اسلاوها ادامه داد و این بار به جای موراویا به پانونیا رفت. عوامل سیاسی در انتخاب مقصد او مؤثر بود. روستیسلاو در سال ۸۷۰ توسط پسرعمویش سواتوپلوک اسیر شد و سپس برای کارلمان باواریایی فرستاده شد. سپس در پایان سال ۸۷۰ در دیت رگنسبورگ محکوم شد. در همین زمان حاکمان فرانک خاوری و اسقفان آنها تصمیم گرفتند متودی را عزل کنند. ادعاهای متودی را جراحتی بر حقوق زالتسبورگ دانستند و متودی دستگیر و وادار به پاسخگوی به اسقفان فرانک خاوری شد. پس از بحث شدید، خلع متجاوز را اعلام کردند و او را به آلمان فرستادند تا به مدت دو و نیم سال در صومعه‌ای زندانی شود.
با وجود ارسال نامه‌ای برای تحت تأثیر قرار دادن پاپ، رم از متودی حمایت کرد و اسقفی برای بازگرداندن او و تنبیه دشمنانش فرستاد. پس از آن نمایندگانی از دو گروه به رم احضار شدند. در سال ۸۷۳ پاپ ژان هشتم آزادی متودی را قطعی کرد، ولی از او خواست استفاده از زبان اسلاوی را متوقف کند.

### سال‌های پایانی متودی
طبق خواستهٔ پاپ، متودی آزاد شد و قدرت دینی خود را در موراویای بزرگ و پانونیا بازیافت. هرچند هنوز به‌کارگیری زبان اسلاوی برای تودهٔ مردم برایش ممنوع بود. پس از مرگ کوچل، ادارهٔ پانونیا به دست نجبای آلمانی افتاد و قدرت متودی در آنجا محدود شد؛ ولی سواتوپلوک اکنون در موراویای بزرگ استقلال عملی داشت و روحانیون آلمان را اخراج کرده‌بود. این اقدام میدان عمل دست‌نخورده‌ای برای متودی فراهم کرد. به نظر می‌رسد متودی به ممنوعیت زبان اسلاوی بی‌اعتنا بوده‌است و هنگامی که دوباره راه روحانیون آلمانی به موراویا باز شد و سرسختی اسقف اعظم باعث ناخشنودی سواتوپلوک هوسران شد، دوباره از متودی در رم شکایت شد. همچنین براساس فیلیوکه اتهاماتی به او وارد شد.
متودی در سال ۸۷۸ با اتهامات ارتداد و استفاده از زبان اسلاوی به رم فراخوانده شد. این بار پاپ ژان از دفاعیات متودی قانع شد، او را از همهٔ اتهامات تبرئه کرد و اجازهٔ استفاده از متون دینی اسلاوی را داد. اسقف کارولنژی به نام ویچینگ که جانشین او شده‌بود، زبان اسلاوی را سرکوب کرده و پیروان متودی را به تبعید فرستاد. بسیاری از آنان به بوریس بلغارستان پناهنده شدند و تحت نظر او، کلیسای اسلاوی را دوباره سازماندهی کردند. جانشین پاپ ژان سیاست منحصراً لاتینی را اتخاذ کرد که چند سده پایدار ماند.
متودی در رم از راست‌دینی خود دفاع کرد. این بار کار او ساده‌تر بود؛ زیرا این بار خبری از فیلیوکه نبود و قول داد از حکم دربارهٔ زبان تبعیت کند. گروه دیگر با انتخاب ویچینگ شوابنی به عنوان معاون او ساکت شد. هنگامی که رابطهٔ این دو خراب می‌شد، ژان هشتم از متودی حمایت می‌کرد؛ ولی پس از مرگش در سال ۸۸۲، موقعیت اسقف اعظم ناایمن شد.
پس از مرگ متودی در ۶ آوریل ۸۸۵، دشمنی‌ها به کشمکش علنی تبدیل شد. گوراز که توسط متودی به عنوان جانشین انتخاب شده بود، توسط پاپ استفان پنجم تأیید نشد. استفان استفاده از زبان اسلاوی را نیز ممنوع کرد و ویچینگ بدنام را به جانشینی متودی منصوب کرد. ویچینگ شاگردان دو برادر را از موراویای بزرگ اخراج کرد. آنان به امپراتوری بلغارستان کوچ کردند، در آنجا با استقبال مواجه شدند و اجازهٔ بنای مدارس دینی را یافتند. آنان به همراه کلیمنت قدیس الفبای سیریلیک را بر پایهٔ الفبای گلاگولیتی ابداع کردند. به تدریج سیریلیک در زبان اسلاوی کلیسایی باستان (که زبان رسمی امپراتوری بلغار شده بود) جایگزین گلاگولیتی شد و بعدها به سوی سرزمین‌های اسلاو شرقی تا روس کیف گسترش یافت. در نهایت سیریلیک در بیشتر دنیای اسلاو گسترده شد و به الفبای معیار کشورهای اسلاو ارتدکس شرقی تبدیل شد. تلاش‌های سیریل و متودی راه را برای توسعهٔ مسیحیت در اروپای شرقی هموار کرد.
جنازهٔ متودی در کلیسای اصلی موراویای بزرگ دفن شد. تا امروز موقعیت قطعی پایتخت موراویای بزرگ مشخص نشده است و در نتیجه مکان دفن متودی نامعلوم مانده‌است.

## اختراع الفبای گلوگولیتی و سیریلیک
الفباهای گلاگولیتی و سیریلیک نخستین الفبای شناخته شدهٔ اسلاوی هستند و توسط دو برادر و شاگردان آنها برای ترجمهٔ کتاب مقدس و سایر متون به زبان‌های اسلاوی ایجاد شدند. الفبای گلاگولیتی بین سال‌های ۸۶۳ و ۸۸۵ در اسناد و کتاب‌های حکومتی و دینی موراویای بزرگ و دانشگاه موراویای بزرگ که توسط سیریل تأسیس شده‌بود، به کار می‌رفت. به طور سنتی این الفبا را به سیریل منسوب می‌دانند. نامه‌ای از سوی پاپ در سال ۸۸۰ که در آن این الفبا «اختراع کنستانتین فیلسوف» دانسته شده‌است، انتساب آن به سیریل را تأیید می‌کند. 
الفبای سیریلیک اولیه در امپراتوری نخست بلغارستان توسعه یافت و در مدارس اهرید و پرسلاو در دوران بوریس یکم بلغارستان به عنوان نسخهٔ ساده شدهٔ الفبای گلاگولیتی نهایی شد. این الفبا بسیار شبیه الفبای یونانی بود.
پس از مرگ سیریل، کلیمنت اخریدی متودی را از رم تا پانونیا همراهی کرد. پس از مرگ متودی در سال ۸۸۵، کلیمنت سردستهٔ مبارزان علیه روحانیون آلمانی بود و برای مدتی به زندان افتاد. سپس از موراویای بزرگ اخراج شد و به همراه دو یا سه نفر به سوی بلغارستان رفت. آنان به پلیسکا پایتخت بلغارستان فرستاده شدند و در آنجا بوریس یکم از آنان خواست روحانیان آیندهٔ دولت را به زبان اسلاوی آموزش دهند.
پس از تصویب مسیحیت در سال ۸۶۵ جشن‌های مذهبی بلغارستان توسط روحانیان فرستاده شده از امپراتوری بیزانس و به زبان یونانی اجرا می‌شد. بوریس که از گسترش تأثیر بیزانس و تضعیف حکومت می‌ترسید، تصویب زبان اسلاوی باستان را به عنوان روشی برای حفظ استقلال و ثبات سیاسی بلغارستان می‌دید. بنابراین دو مدرسه در پلیسکا و اخرید بنا کرد که در آنها الهیات به زبان اسلاوی تدریس می‌شد.